# Deutsche Kakteen-Gesellschaft
Die Deutsche Kakteen-Gesellschaft e. V. (DKG) wurde am 5. Dezember 1892 unter dem Namen Gesellschaft für Kakteenfreunde gegründet. Die konstituierende Versammlung fand im Berliner Restaurant Schultheiss in der Behrenstraße 49 statt. Erster Vorsitzender war der damalige Kustos am Botanischen Garten in Berlin-Dahlem Karl Moritz Schumann. Die Umbenennung in Deutsche Kakteen-Gesellschaft erfolgte am 28. Februar 1898.
Der Verein ist ein Zusammenschluss der deutschen Kakteenfreunde und hat rund 5000 Mitglieder. Als Publikation gibt er zusammen mit der Gesellschaft Österreichischer Kakteenfreunde und der Schweizerischen Kakteen-Gesellschaft unter anderem die monatlich erscheinenden Zeitschrift Kakteen und andere Sukkulenten heraus.

## 1. Vorsitzende bzw. Präsidenten der DKG
- 1892–1904 Karl Moritz Schumann
- 1904–1904 Hugo Lindemuth
- 1904–1905 Karl Hirscht
- 1905–1910 Maximilian Gürke
- 1910–1927 Friedrich Vaupel
- 1927–1934 Erich Werdermann
- 1934–1945 Bruno Dölz
- 1949–1952 Robert Gräser
- 1952–1955 Wilhelm Simon
- 1955–1965 Wilhelm Fricke
- 1965–1969 Helmut Gerdau
- 1970–1972 Manfred Fiedler
- 1973–1977 Kurt Petersen
- 1977–1985 Hans-Joachim Hilgert
- 1985–1991 Siegfried Janssen
- 1991–1995 Wilhelm Barthlott
- 1995–2000 Diedrich Supthut
- 2000–2008 Barbara Ditsch
- 2008–dato Andreas Hofacker

## Monatsschriften
| Zeitraum                    | Titel                                               | Ort              | Redakteur            |
| --------------------------- | --------------------------------------------------- | ---------------- | -------------------- |
| 1891–1892                   | Monatsschrift für Kakteenkunde                      | Berlin           | Paul Arendt          |
| 1892–1904                   | Monatsschrift für Kakteenkunde                      | Berlin           | Karl Schumann        |
| 1904–1910                   | Monatsschrift für Kakteenkunde                      | Berlin           | Max Gürke            |
| 1911–1921                   | Monatsschrift für Kakteenkunde                      | Berlin           | Friedrich J. Vaupel  |
| 1922–1926                   | Zeitschrift für Sukkulentenkunde                    | Berlin           | Friedrich J. Vaupel  |
| 1927–1928                   | Zeitschrift für Sukkulentenkunde                    | Berlin           | Erich Werdermann     |
| 1929–1932                   | Monatsschrift der Deutschen Kakteen-Gesellschaft    | Berlin           | Erich Werdermann     |
| 1933–1934                   | Kakteenkunde, Organ der DKG                         | Neudamm          | Wilhelm von Roeder   |
| 1935–1939                   | Kakteenkunde vereinigt mit dem Kakteenfreund        | Neudamm          | Wilhelm von Roeder   |
| 1937–1938                   | Kakteen und andere Sukkulenten (Organ der DKG)      | Berlin           | Hanns Oehme          |
| 1939–1940                   | Kakteenkunde (Veröffentlichung der DKG)             | Neudamm          | H. Deeß              |
| 1941–1943                   | Kakteenkunde (Veröffentlichung der DKG)             | Neudamm          | Bruno Dölz           |
| 1949                        | Nachrichtenblatt der Fränkischen Kakteenfreunde     | ?                | Robert Gräser        |
| 1949–1953                   | Kakteen und andere Sukkulenten                      | ?                | Erik Haustein        |
| 1949–1956                   | Nachrichtenblatt der Deutschen Kakteen-Gesellschaft | Nürnberg         | Erik Haustein        |
| 1953–1954                   | Kakteen und andere Sukkulenten                      | ?                | Wilhelm Simon        |
| 1954–1955                   | Kakteen und andere Sukkulenten                      | ?                | Johannes Endler      |
| 1955–1958                   | Kakteen und andere Sukkulenten                      | ?                | Hans-Joachim Hilgert |
| 1959–1968                   | Kakteen und andere Sukkulenten                      | ?                | Erik Haustein        |
| 1968–1969                   | Kakteen und andere Sukkulenten                      | ?                | Gert-Wolfram Rohm    |
| 1970–1971                   | Kakteen und andere Sukkulenten                      | ?                | Jürgen Bosch         |
| 1972                        | Kakteen und andere Sukkulenten                      | ?                | Horst Holland        |
| 1972–1994                   | Kakteen und andere Sukkulenten                      | Titisee-Neustadt | Dieter Hönig         |
| 1994–1996                   | Kakteen und andere Sukkulenten                      | ?                | Jonas Lüthy          |
| 1996–1997                   | Kakteen und andere Sukkulenten                      | ?                | Ulrich Meve          |
| 1998–2014 (Heft 7)          | Kakteen und andere Sukkulenten                      | ?                | Gerhard Lauchs       |
| 2014 (Heft 8)–2014 (Heft 9) | Kakteen und andere Sukkulenten                      | ?                | Detlev Metzing       |
| 2014 (Heft 10)–             | Kakteen und andere Sukkulenten                      | ?                | Thomas Brand         |